# Kiscétény
Kiscétény (szlovákul Malý Cetín, németül Klein Zetin) község Szlovákiában, a Nyitrai kerületben, a Nyitrai járásban.

## Fekvése
Nyitrától 10 km-re délkeletre, a Nyitra folyó bal partján fekszik.

## Története

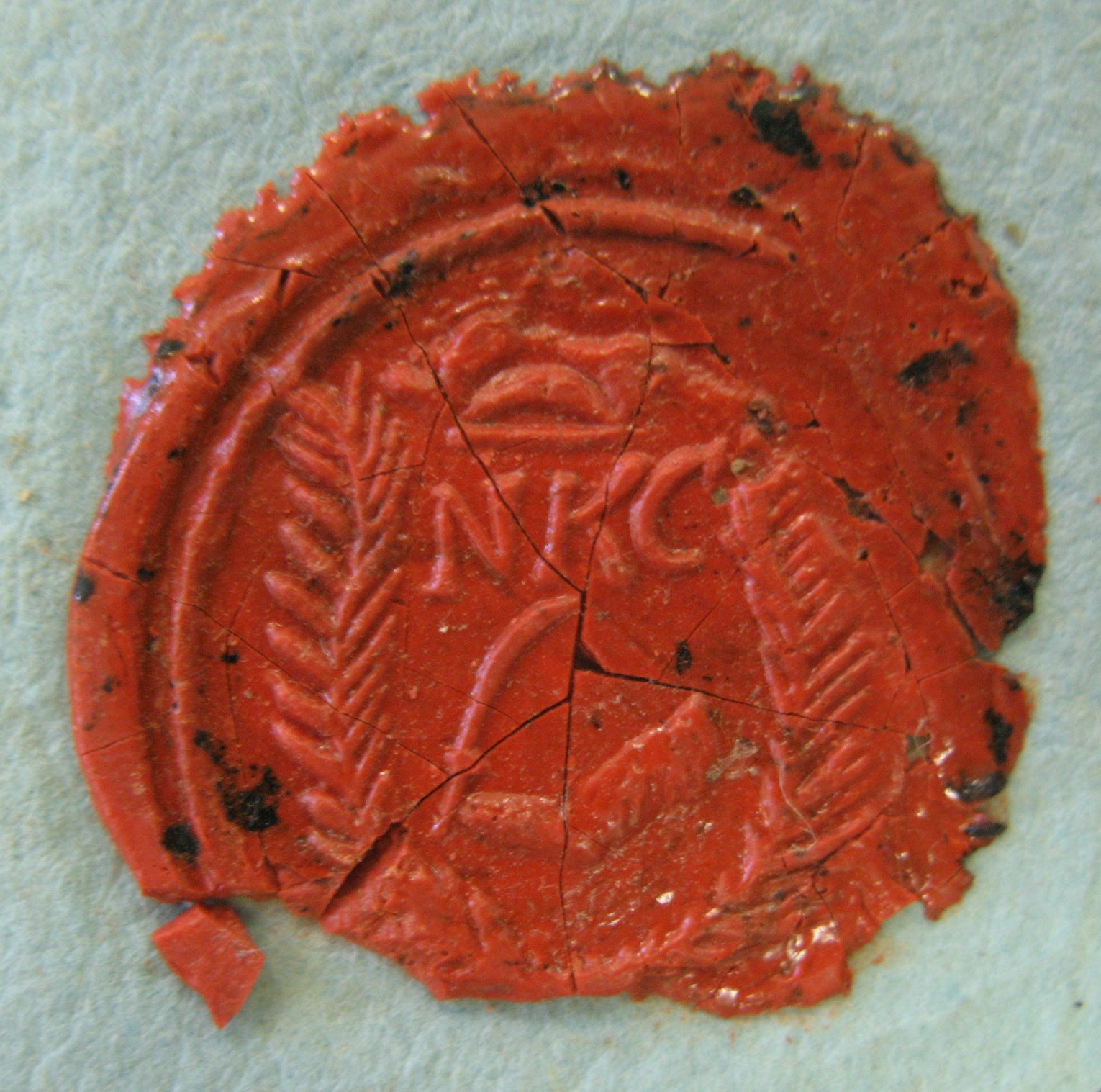
Kiscétény pecsétje 1837-ből

A régészeti leletek tanúsága szerint a község területe legalább 3500 éve lakott. A kora bronzkorban a hévmagyarádi és az únyeticei (Únětická) kultúra települései álltak itt. 1983-ban az i.e. 9-8. századi Gamów típusú tőrt találtak, ami a kimmerek terjeszkedésére utalhat. A vaskorból (hallstatt és latén) is találtak leleteket, majd a 9. század szláv településének nyomai bukkantak elő.
Cétény első fennmaradt írásos említése 1113-ból származik a zobori oklevélben. Ebben az időben a község területe a Csató család birtokához tartozott és valószínűleg a település is róluk kapta a nevét.[forrás?] 1240-ben "Cherhen" alakban szerepel egy oklevélben. 1272-ben "terra Cheten" néven említik.
Kiscétény területét az esztergomi érsekség egyházi nemesei kapták adományul. 1477-ben név szerint említik Néveri Dénest, Oczky Miklóst és Czetheni Jakabot, mint helyi egyházi nemeseket. 1494-ben kyschethen-i nemesek szerepelnek tanúként.
1549-ben 5,5 portája az esztergomi érsekségé volt. 1570-ben 20 háztartásban 40 fejadófizető férfit írtak össze a török adóösszerírásban. 1593-ban Névery Mátyás újvári kapitány szőlőjére kiváltságot kapott. 1597-ben Bodor Benedeket, Tar Jánost, Huzos Istvánt és Wargha Benedeket írták össze. Az 1664-es török adóösszeírás Kiscétényben 6 háztartásban 8 fejadófizető személyt, Nemescétényben 10 háztartásban 11 fejadófizető személyt említ.
Az 1700-as évek elején Nemescétényben Lalovics Györgyné Bazsik Juditnak malma működött, s amikor a Rákóczi szabadságharc alatt elköltözött azt Ladar (?) Ádám és Szabó Mihály gondviselésére bízta. A malom nem maradt fenn a háború után.
1779-ben kiscétényi Kovács Pál 100 forintot hagyott lelkéért alapítványra a nyitrai piaristáknak. 1784-1787 körül 217 lakosa volt, akik közül 43 egyházi nemes volt. 1831-ben Chrenóczy-Nagy József szerint 40-ből betegből 35 hunyt el kolerában Kiscétényben. Nyilván a fertőzöttek száma ennél magasabb lehetett. 1849-ben a kolera 18 áldozatot követelt.
Legrégibb ismert pecsétje egy 1830-ban keltezett iratról származik, ugyanezen pecsétnyomót (szablyát tartó kar) használták még 1837-ben is. 1835-ben a verebélyi szék alispánja a falu jóváhagyott határbeli rendszabályait a szék levéltárában helyezte el. 1876-ban a Nyitra völgyi településeket is árvíz sújtotta, a falu is károkat szenvedett.
Vályi András szerint: "Kis Czétény, Nagy Czétén. Két egymáshoz közel lévő faluk Nyitra Vármegyében, birtokos Ura az Esztergomi Érsekség, fekszenek Báb Családhoz közel, Czétény folyó vize mellett, a’ mellynek ki áradásától gyakran kárt vallanak, réttyei igen jók, a’ Czétényi borok leg nagyobb ditséretet érdemelnek ennek a’ környéknek borai között. Meg van benne a’ jó bornak mind a’ három tulajdonsága: t. i. jó szinű, jó illatú, jó izű kivált ha ó, és régi. Határjok meglehetős termékenységű, fájok mind a’ kétféle lévén, a’ második Osztályba tétettek."
Fényes Elek szerint: "Kis- és Nagy-Czétény, két egymáshoz közel lévő magyar helység, Nyitra vmegyében, Nyitrától délkeletre 1 3/4 órányira. Az első 254 kath., 9 zsidó lak. Kath. paroch. templommal; a második 856 kath., 12 zsidó. – Határa mindkettőnek róna, és igen termékeny, rétei igen tágasak s kövérek; erdeje nincs; legelője elég. A Czétény pataka két malmot hajt. F. u. az esztergomi érsek."
Nyitra vármegye monográfiája szerint: "Kis-Czétény, a Nyitra Czéténykeága mellett, a nyitramenti dombok alján, 325 r. kath. vallásu lakossal, a kik közül 185 magyar, 119 tót. Postája Nagy-Czétény, táviró- és vasúti állomás Nyitra. Itt van dr. Lakits István csinos úrilaka és birtoka. 1240-ben "Ceten" név alatt szerepel. Határában kedvelt bor terem."
1914 év végén ragadós száj- és körömfájás fertőzte a környék állatállományát, közte a kiscétényit is. A trianoni békeszerződésig Nyitra vármegye Nyitrai járásához tartozott. 1924-ben egy vérhas megbetegedés volt Kiscétényben és 2 Nyitracsehin. 1928-1929-ben a baloldali érzelmű mezőgazdasági munkások sztrájkoltak. 1938-ban az első bécsi döntést követően Magyarország ki akarta cserélni a falut Csehszlovákiával, ez a javaslatváltozat azonban nem valósult meg. 1943. szeptember 9-én egy helyi lakos ittas veszekedés során megölte a csehszlovák határőrség egyik tagját.
1951-ben hozták létre a helyi állami termelőszövetkezetet (JRD). 1960-ban Nyitracsehivel vonták össze Nitrany néven. Az 1990-es népszavazás után a két község különvált. 1995-ben pótválasztásokat kellett tartani, mivel nem volt polgármesterjelölt. 2012-ben a környező falvak is tiltakoztak és aláírásgyűjtésbe kezdtek a tervezett dögtelep ellen.

## Népessége
| Év:            | 1994. | 2004. | 2014.   | 2024.    |
| -------------- | ----- | ----- | ------- | -------- |
| Emberek száma: | 384   | 384   | 398     | 502      |
| Eltérés:       |       | +0 %  | +3,64 % | +26,13 % |

| Év:            | 2023. | 2024.   |
| -------------- | ----- | ------- |
| Emberek száma: | 502   | 502     |
| Eltérés:       |       | +1,42 % |

1880-ban 218 lakosából 138 magyar, 64 szlovák és 16 német anyanyelvű, ebből 202 római katolikus és 16 zsidó felekezetű.
1890-ben 325 lakosából 189 magyar, 119 szlovák és 17 német anyanyelvű volt.
1900-ban 275 lakosából 213 magyar, 61 szlovák és 1 német anyanyelvű volt.
1910-ben 254 lakosából 223 magyar, 30 szlovák és 1 német anyanyelvű volt.
1919-ben 260 lakosából 183 magyar, 61 csehszlovák és 16 más nemzetiségű, ebből 257 római katolikus és 3 zsidó vallású.
1921-ben 301 lakosából 169 (56,1%) szlovák, 131 (43,5%) magyar volt.
1930-ban 281 lakosából 181 szlovák és 52 magyar.
A község 1945 után nagymértékben elszlovákosodott. A nyelvcsere mára gyakorlatilag lezárult.
1970-ben Nyitracsehivel közösen 1537 lakosa volt, ebből 788 magyar, 745 szlovák, 2 német, 1 egyéb és 1 ismeretlen volt.
1980-ban Nyitracsehivel közösen 1521 lakosa volt, ebből 756 magyar, 756 szlovák, 4-4 cseh és egyéb és 1 ukrán volt.
1991-ben 378 lakosából 337 szlovák és 32 magyar volt.
2001-ben 374 lakosából 341 szlovák és 31 magyar volt.
2011-ben 388 lakosából 349 szlovák és 33 magyar volt.
2021-ben 452 lakosából 402 (+7) szlovák, 36 (+3) magyar, 4 egyéb és 10 ismeretlen nemzetiségű volt.

## Neves személyek
- Itt hunyt el 1792. április 27-én Rabcsek András teológiai doktor, szepesi kanonok.

## Nevezetességei

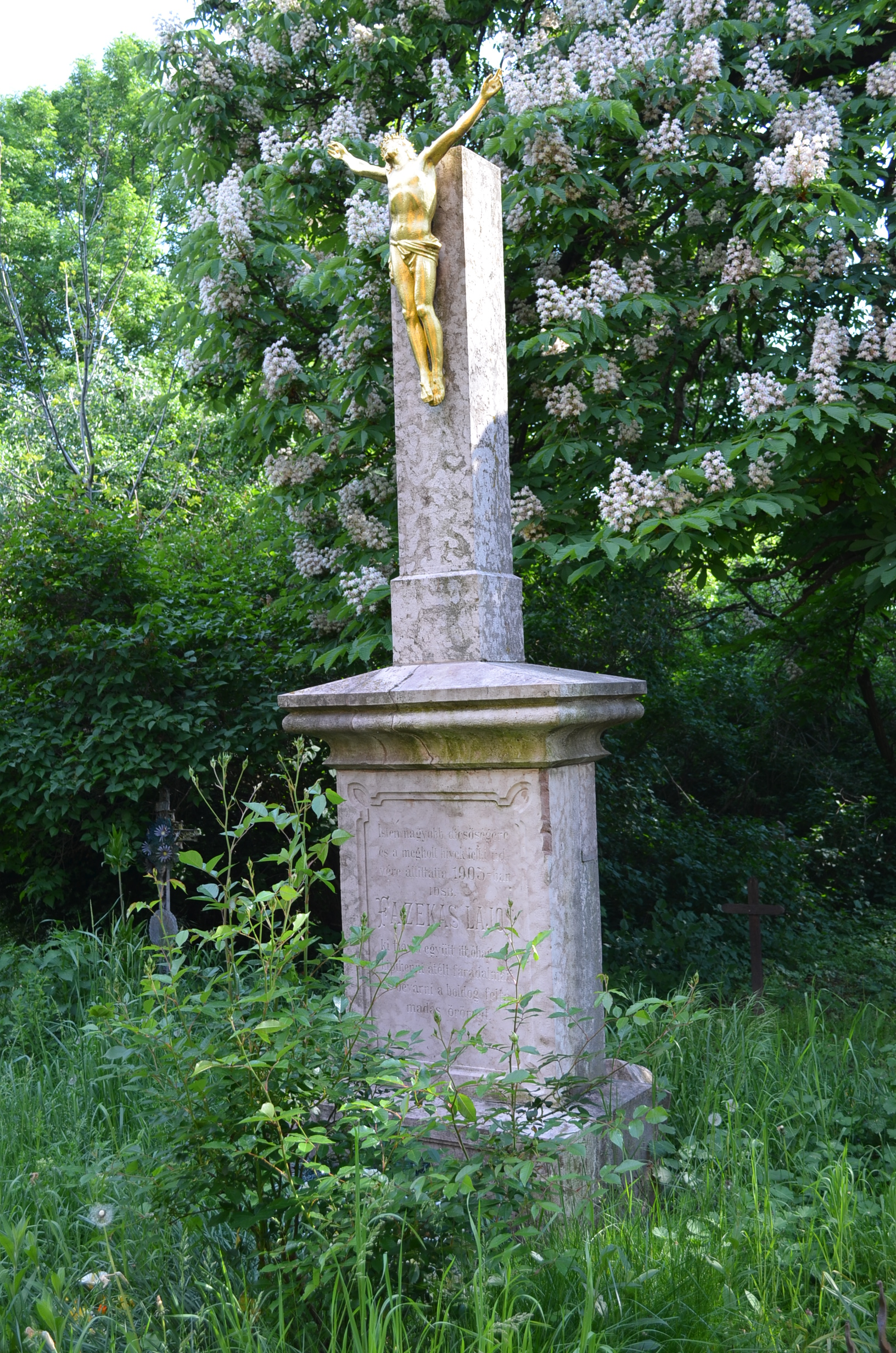
Öreg temető
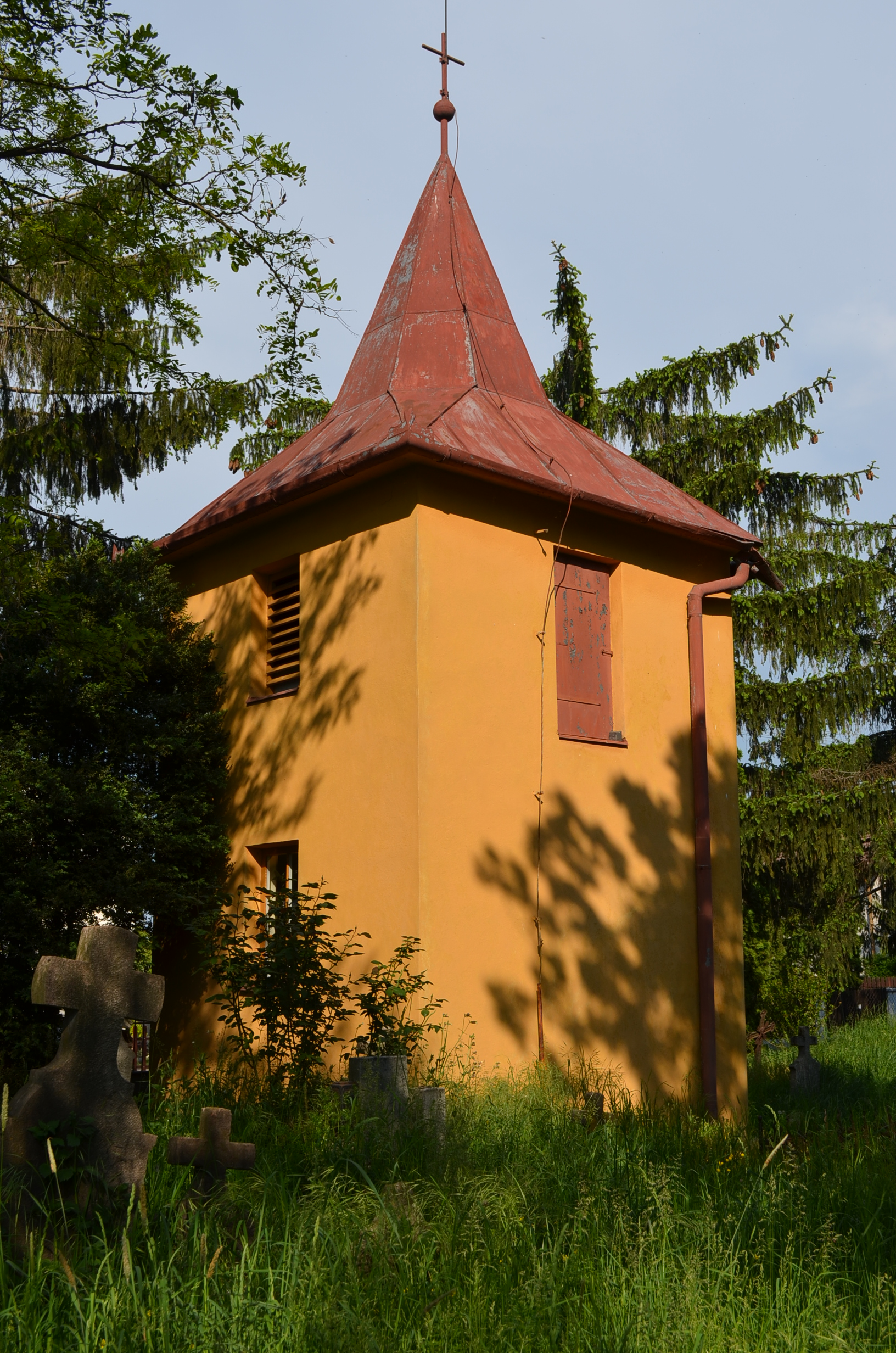
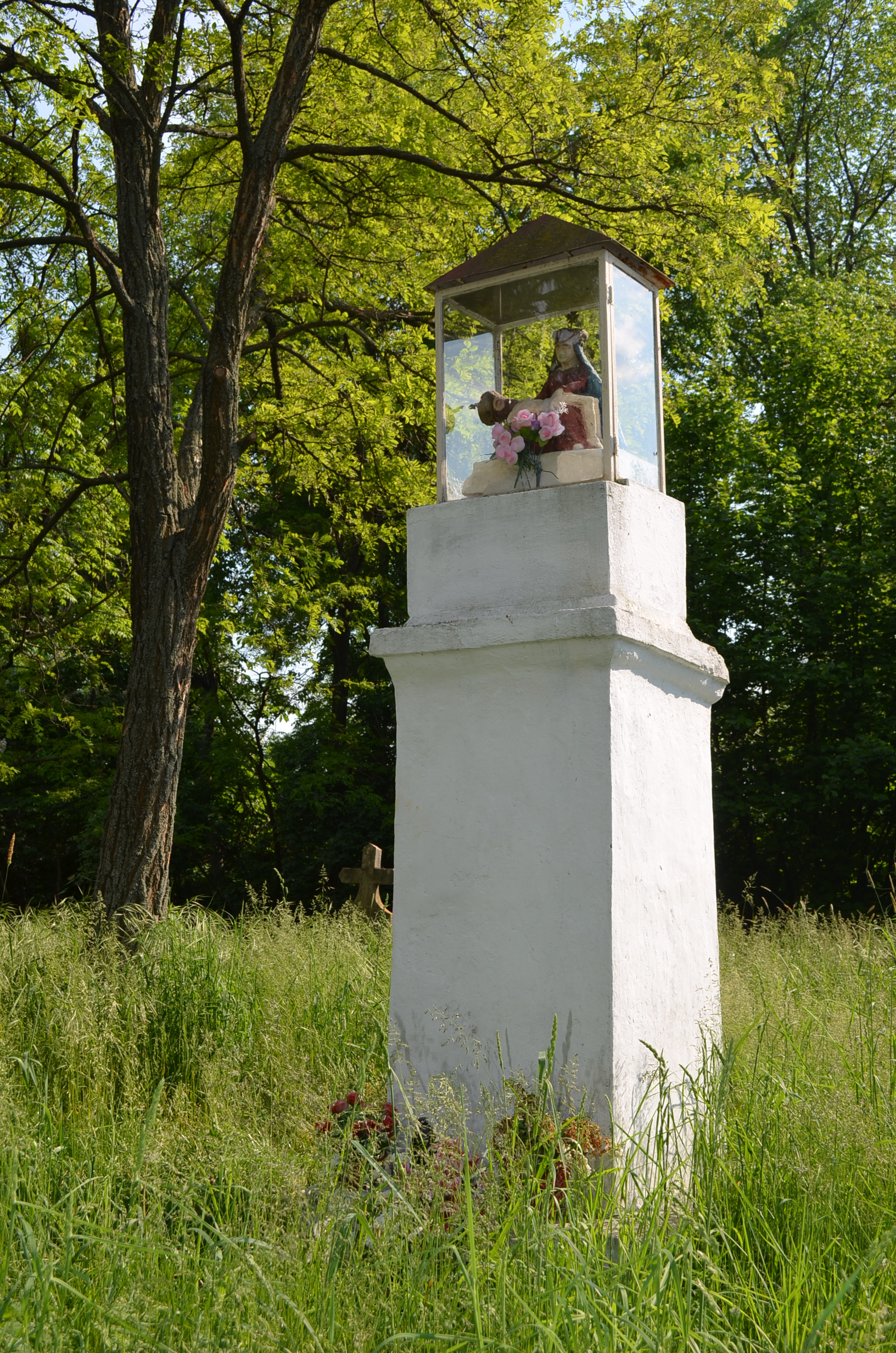
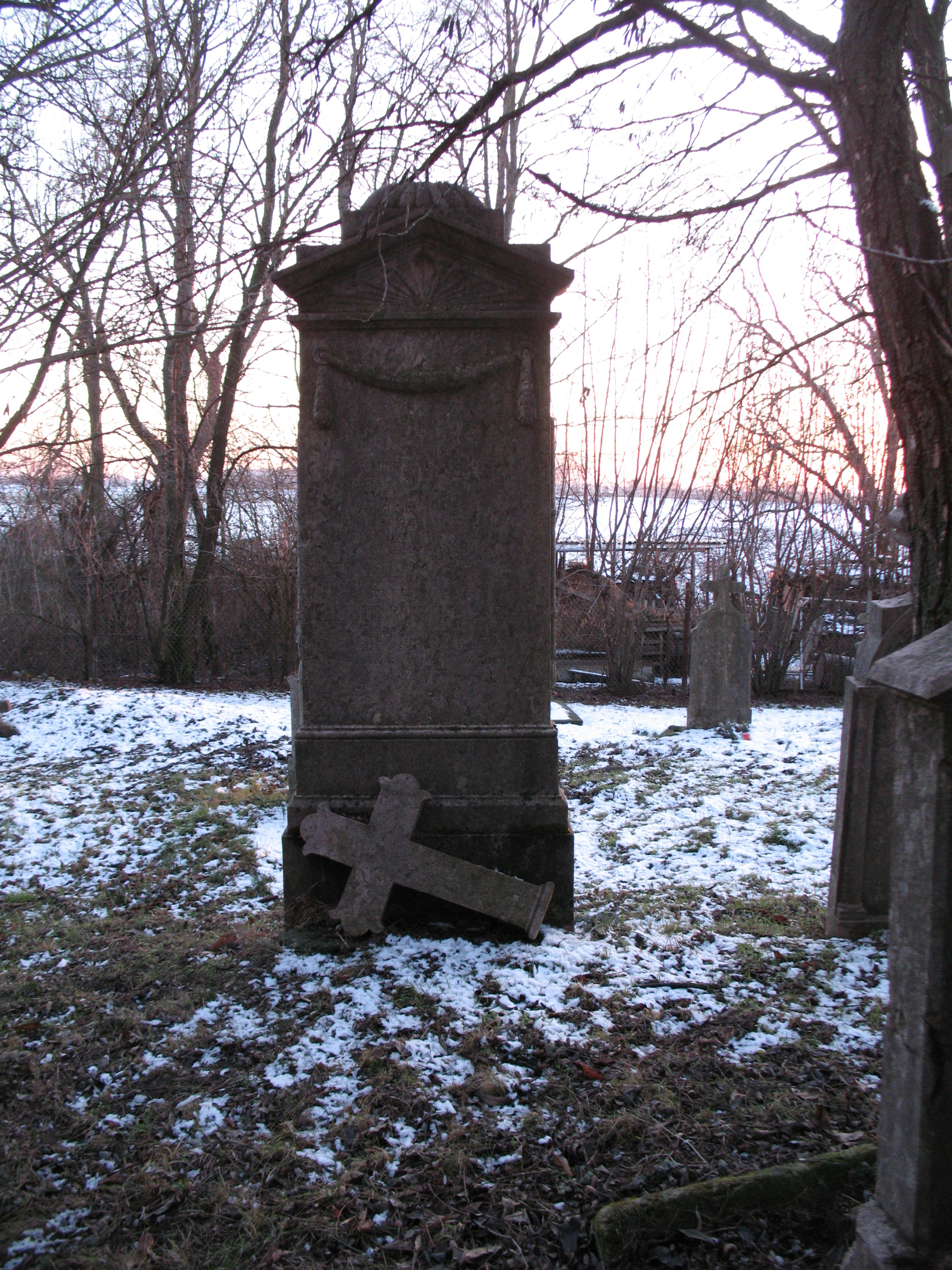
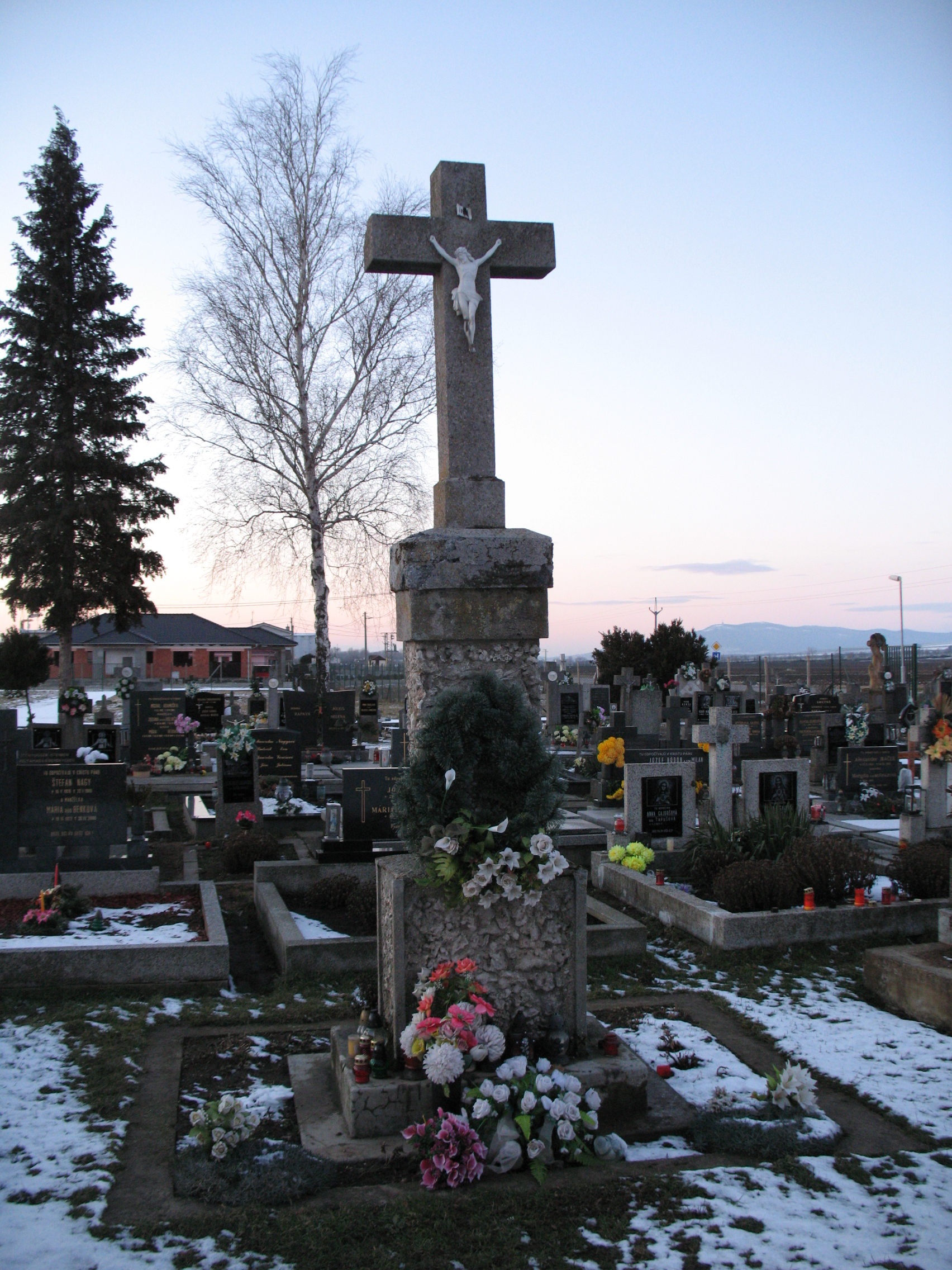
Új temető keresztje
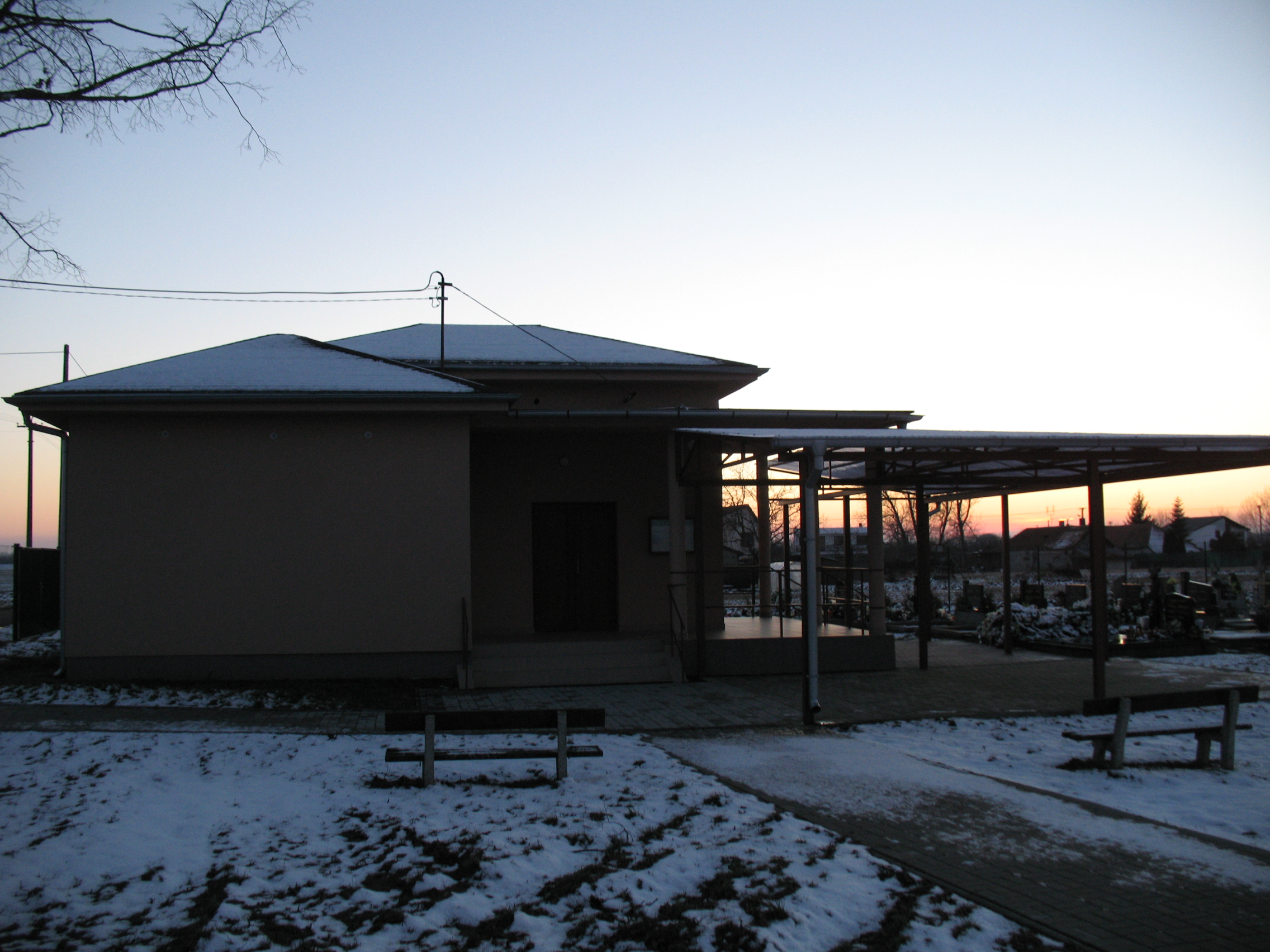
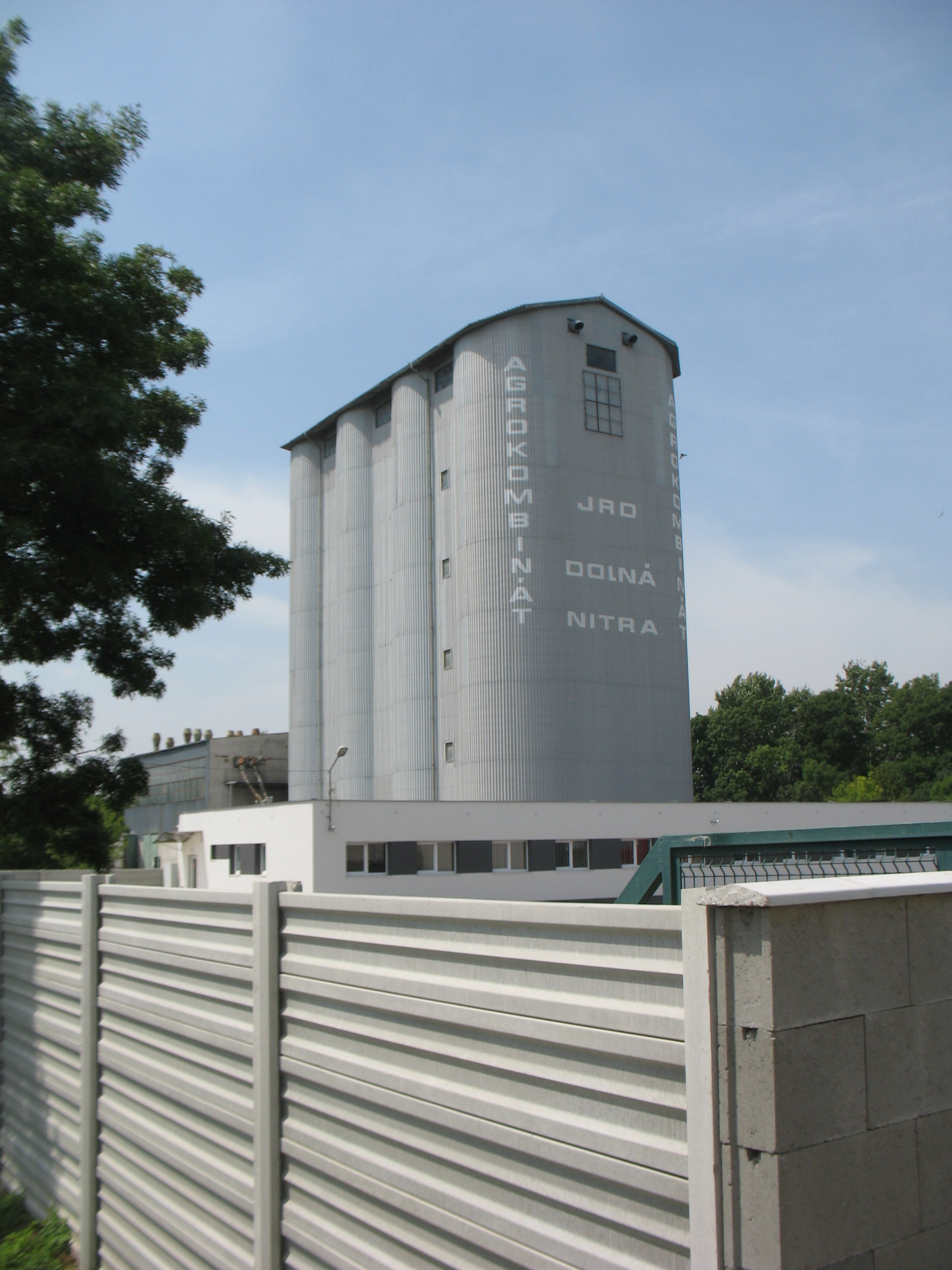

- Hétfájdalmú Szűzanya temploma 2008-ból[35] Faszobrait Martin Barnáš készítette.[36]
- Jézus Szíve Kápolna
- Út menti barokk népi Pieta 1757-ből, javítva 1893-ban és 1917-ben.
- Krisztus szobor 1772-ből, 1898-ban felújítva
- 19. századi kereszt
- Képoszlop a 19. század végéről

## Néprajz
A faluban is volt állítólag boszorkány, akit – miután felfedték – el tettek láb alól. A 242. és 547. sz. házak a népi építmények szempontjából voltak értékesek